# Kordegarda

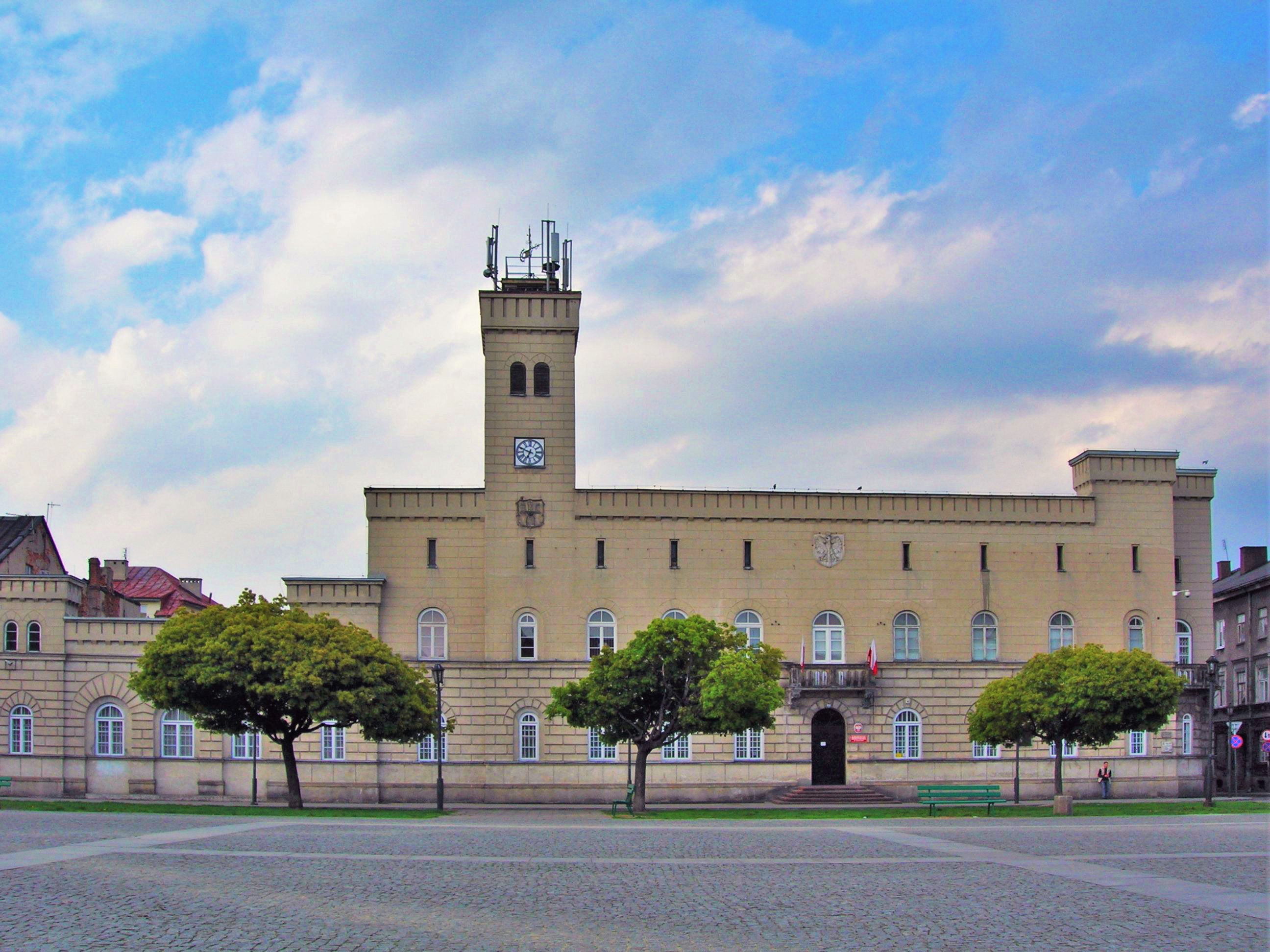
Radomski ratusz, w I połowie XIX w. odwach Garnizonu Radom

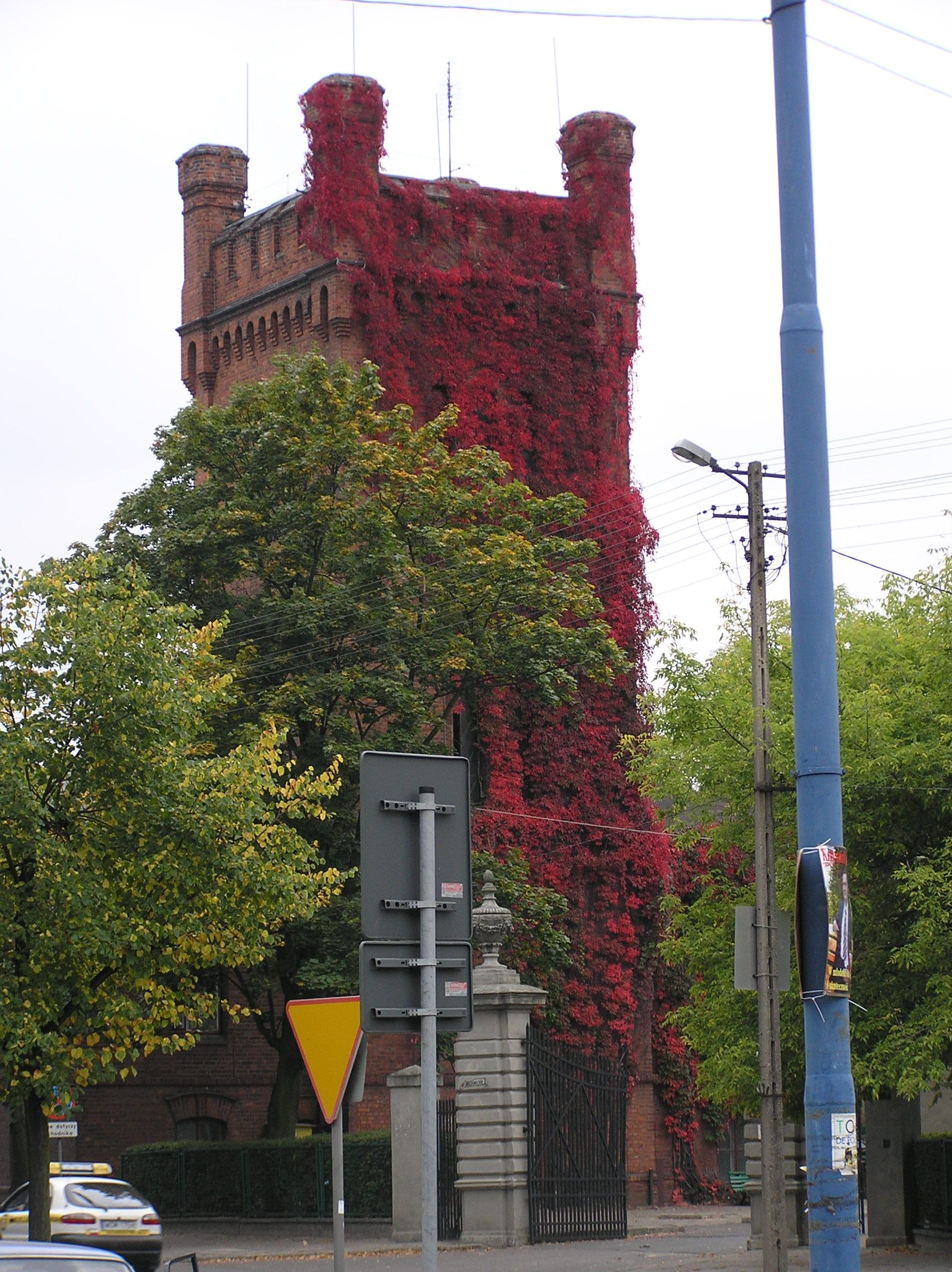
Budynek kordegardy w Skierniewicach

Kordegarda (fr. corps de garde), odwach (niem. Hauptwache – straż główna), wartownia – budynek, w którym stacjonowały wszelkiego rodzaju oddziały wojskowe oraz warty garnizonowe i policyjne, wraz z całym zapleczem. W skład zaplecza wchodziło zazwyczaj biuro komendanta, areszt i szereg izb, w których oddziały odpoczywały lub czekały na swoją kolej do odbycia warty. Przechowywano w nich również broń.
Wznoszenie oddzielnych budowli dla wart rozpowszechniło się w XVIII wieku i trwało do początków XX wieku. Kordegardy wchodziły zazwyczaj w skład zespołów zabudowań pałacowych, były wolno stojące, usytuowane najczęściej w pobliżu głównej bramy.